# Strict Nature Reserve/Wilderness Area
Bei den IUCN-Kategorien für Schutzgebiete ist strenges Naturreservat (englisch strict nature reserve) die Kategorie Ia und Wildnisgebiet (englisch wilderness area) ist die Kategorie Ib. Es sind die strengsten Schutzkategorien der International Union for Conservation of Nature and Natural Resources (IUCN) für Schutzgebiete in Natur- und Landschaftsschutz.

## Schutzzweck
Strict nature reserves und wilderness areas sind Totalreservate, die hauptsächlich zum Zwecke der Forschung oder des Schutzes großer, unbeeinflusster Wildnisareale verwaltet werden. Sie dienen primär der Erhaltung der Biodiversität und als unentbehrliche Referenzareale für die wissenschaftliche Arbeit und das Umweltmonitoring.
- IUCN-Kategorie Ia: Strenge Naturreservate sind im Allgemeinen ausschließlich dem Rahmen wissenschaftlicher Feldarbeit vorbehalten.
- IUCN-Kategorie Ib: Wildnisgebiete sind große Areale weitestgehend naturbelassenen Charakters, ohne dauernde menschliche Beeinflussung oder signifikante Besiedlung. Sie werden so geschützt und verwaltet, dass ihr natürlicher Zustand erhalten bleibt.

Nutzung und Tätigkeiten werden streng überwacht. Dabei bilden oft die strengen Naturreservate die Kernzone, die Wildnisgebiete eine Pufferzone, ähnlich dem Konzept der Nationalparks (die auch IUCN II darstellen), aber auch der UNESCO-Welterbe-Gebiete. Die Kernzone der Kategorie I darf im Allgemeinen allenfalls für wissenschaftliche Feldforschung nach Auswahl durch die Betreuungsorganisation betreten werden, in den Pufferzonen sind beispielsweise auch betreute Führungen möglich.
Eine Ausnahme vom Konzept des Sich-selbst-überlassen-Seins stellen Fälle dar, in denen das Wildnisgebiet zu klein ist, um ein stabiles Ökosystem zu bilden. In solchen Fällen sind regulative Eingriffe zulässig (etwa Schutz vor durchziehenden Wildtieren). Einen Sonderfall stellen auch der Befall mit invasiven Spezies (Neobiota wie auch im Prinzip heimischen) dar, sowie Zusammenbrüche des Ökosystems (auch durch Umweltkatastrophen wie etwa Windbruch). Hier herrscht auch im wissenschaftlichen Naturschutz noch ein Disput, wie eng oder weit der Begriff der „natürlichen“ Dynamik der Wildnis zu sehen sei.

## Schutzgebiete
In der UN-Liste geschützter Gebiete befanden sich im März 2012 weltweit etwa 12.000 Gebiete der Kategorie Ia oder Ib.

### Europa: Größer als 1000 Quadratkilometer
In Europa gibt es 2023 insgesamt 23 Schutzgebiete mit einer Fläche von jeweils über 1000 km² (vergleichbar mit Rügen), die der 1. IUCN-Kategorie genügen. Davon zählen fünf Gebiete zur Kategorie Ia (Striktes Naturreservat) und 18 zur Kategorie Ib (Wildnisgebiet).
Das größte europäische Wildnisgebiet ist das Naturreservat Vindelfjällen in Schweden (Västerbottens län) mit 5551 km² (etwa doppelt so groß wie das Saarland), gefolgt vom Urwaldschutzgebiet Torneträsk-Soppero Fjällurskog mit 3366 km², das ebenfalls in Schweden (Norrbottens län) liegt. Außerdem befindet sich hier mit dem Naturreservat Sjaunja (2814 km², Norrbotten) auch das größte strikte Naturreservat Europas.
Anzahlmäßig hat Finnland ebenso viele große Kategorie I-Gebiete wie Schweden (9). Das größte ist mit 2946 km² Kaldoaivin erämaa, das nördlich des Inarisees in finnisch Lappland liegt.
Im europäischen Teil Russlands liegen zwei strikte Naturreservate, die jeweils über 2000 km² große sind (Visherski in der Republik Komi und YUzhno-Ural`skij in Baschkortostan).
2016 entstand in Belarus das 2264 km² große strikte Naturreservat Biosphärenreservat und Strahlenschutzgebiet Tschernobyl. Belarus hat mit dem 2159 km² großen Paleski Radyaytsina-Ekalagichny noch ein weiteres großes striktes Naturreservat.
Island ist das fünfte Land Europas, das mit dem Wildnisgebiet Þjórsárver (1560 km², Südisland) ein so großes IUCN-I-Schutzgebiet aufweist.
Alle anderen Gebiete dieser Kategorie in anderen Ländern Europas sind wesentlich kleiner.

### Schweiz
Der Schweizerische Nationalpark (170 km²) ist ein Schutzgebiet der IUCN-Kategorie Ia.

### Österreich
In Österreich sind 2023 acht sehr kleine Gebiete als IUCN Ia und die beiden folgenden als IUCN Ib ausgewiesen:
- Wildnisgebiet Dürrenstein-Lassingtal, niederösterreichische Eisenwurzen, 70,0 km²[4]
- Wildnisgebiet Sulzbachtäler im Oberpinzgau, 67,28 km²

### Deutschland
Die Bundesregierung hat sich in der 2007 beschlossenen Nationalen Strategie zur biologischen Vielfalt bis zum Jahr 2020 zum Ziel gesetzt, dass sich die Natur auf 2 % der Fläche von Deutschland wieder nach ihren eigenen Gesetzmäßigkeiten ungestört entwickeln darf und Wildnis entsteht. Bis 2020 hat Deutschland dieses Ziel nicht erreicht, da lediglich 0,6 % der Fläche als Wildnis eingestuft wurde. Das Naturschutzgebiet Königsbrücker Heide (56,11 km²) bekam 2023 als erstes Wildnisgebiet Deutschlands den Schutzstatus Ib verliehen. Andere Schutzgebiete der Kategorien Ia/b gibt es bislang nicht.

### Frankreich
In Frankreich fallen die Réserves biologiques intégrales in die IUCN-Kategorie Ia.

### Vereinigte Staaten
In den USA sind Wilderness Areas die strengste Schutzgebietskategorie. Sie werden gemäß dem Wilderness Act von 1964 durch den Kongress der Vereinigten Staaten per Gesetz gewidmet. Sie müssen mindestens 20 km² umfassen (Ausnahme: Inseln) und dürfen nur zu Fuß sowie gegebenenfalls per Kanu oder Pferd betreten werden, Ausnahmen gibt es in den großflächigen Gebieten Alaskas. Anfang 2010 waren über 750 Wilderness Areas ausgewiesen.